# يوم ابن آوى (فلم)
يوم ابن آوى (بالإنجليزية: The Day of the Jackal) فيلم إثارة سياسي لعام 1973 من إخراج فريد زينمان وبطولة إدوارد فوكس ومايكل لونسديل. استنادًا إلى رواية عام 1971 التي تحمل الاسم نفسه للكاتب فريدريك فورسيث. يدور الفيلم حول قاتل محترف معروف باسم «ابن آوى» تم تعيينه لاغتيال الرئيس الفرنسي شارل ديغول في صيف عام 1963.
حصل الفيلم على تقييمات إيجابية واستمر في صعوده ليفوز بجائزة «بافتا BAFTA» وجوائز «جولدن جلوب Golden Globe»، وترشيحاً واحداً لجائزة الأوسكار. حقق الفيلم 16.056.255 دولارًا في شباك التذاكر، وحصل على 8.525.000 دولارًا إضافيًا في إيجارات أمريكا الشمالية. صنفه معهد الفيلم البريطاني في المرتبة 74 من أعظم فيلم بريطاني في القرن العشرين.
صدرت نسخة جديدة من الفيلم بعنوان «الجاكال The Jackal» في 14 نوفمبر 1997 في الولايات المتحدة و 8 يناير 1998 في المملكة المتحدة، والذي قام ببطولته بروس ويليس وريتشارد جير وسيدني بواتييه.

## طاقم التمثيل
- إدوارد فوكس: في دور ابن آوى (المعروف أيضًا باسم بول دوغان وبير لوندكويست)
- مايكل لونسديل: في دور نائب المفوض كلود ليبل
- تيرينس الكسندر: في دور لويد
- ميشيل أوكلير: في دور العقيد رولاند
- آلان بادل: في دور وزير
- توني بريتون: في دور المفتش توماس
- ديريك جاكوبي: في دور كارون
- دينيس كاري: في دور كاسون
- سيريل كوزاك: في دور صانع الاسلحة
- موريس دينهام: في دور الجنرال كولبير
- دلفين سيريج: في دور كوليت دي مونبلييه
- جاك فرانسوا: في دور باسكال
- أولغا جورج بيكو: في دور دينيس
- ريمون جيروم: في دور فلافيني
- باري إنغام: في دور سانت كلير
- جان مارتن: في دور فيكتور وولينسكي
- رونالد بيك أب: في دور المزور
- فيرنون دوبتشيف: في دور المحقق
- إريك بورتر: في دور الكولونيل رودين
- انطون رودجرز: في دور جول برنارد
- دونالد سيندن: في دور مالينسون
- جان سوريل: في دور جان باستيان تيري
- ديفيد سويفت: في دور مونتكلير
- تيموثي ويست: في دور المفوض برتير
- برنارد آرتشارد: في دور المفتش هيوز
- فيليب ليوتار: في دور باريس جندارم
- إدوارد هاردويك: في دور تشارلز كالثروب
- أدريان كايلا ليجراند: في دور الرئيس شارل ديغول[15]

## أحداث الفيلم
عندما قرر الرئيس الفرنسي ديغول الإعتراف بإستقلال الجزائر، شعر العديد من الجنود، الذين قاتلوا في تلك الحملة، أن ديغول يقلل من شأن حياة الرجال الذين ماتوا هناك. لذلك شكلوا مجموعة وقاموا بمحاولات لاثناء ديغول عن رأيه وفشلوا. يقرر الأعضاء الثلاثة الكبار في هذه المجموعة عندما يُقتل العديد من أعضائهم الرئيسيين أو يُقبض عليهم ويُعدمون، توظيف قاتل محترف للقضاء على ديغول. يوافق الرجل الذي اختاروه على القيام بذلك بشرط أن يُمنح استقلالية كاملة. كما ينصحهم بالاختباء حتى انتهاء المهمة، وهذا ما تم بالفعل. يفعلون. تعلم قوات الأمن الفرنسية بتحركات المجموعة، وتقوم باختطاف أحد أفراد المجموعة، وعند استجوابه، كان كل ما يقوله هو الاسم الرمزي للقاتل، «ابن آوى»، ويفترض رجال الأمن، أن المجموعة استأجرت قاتلًا لملاحقة ديغول. بمجرد إبلاغ ديغول بالأمر، يرفض تغيير خططه ولا يسمح بمزيد من الأمن. لذلك تقرر وزارته أنه يجب عليهم العثور على ابن آوى قبل أن يقوم بالقتل. يبدأ كلود ليبل وهو أفضل محقق في فرنسا، تحركات للعثور على ابن آوى.
كانت خطة ليبل هي الاتصال بكل قسم شرطة في العالم ومعرفة ما إذا كان ابن آوى يأتي من بلدهم وإذا كان الأمر كذلك لتزويده بوصف أو صورة. حدث لدى سكوتلاند يارد تقدمًا صغيرًا ولكن للأسف يفتقدونه، بالرغم من حصولهم على جواز سفره، لذلك بافتراض أنه خارج البلاد، يحاولون العثور على جواز السفر الذي يستخدمه، ويكتشف ليبل أن «ابن آوى» ينتحل شخصية «تشارلز كالثروب»، وهو شخص لا يعرف أي شيء عن ابن آوى.
يكتشف ليبل مكان ابن آوى ويحاصره، ويقتل برصاص الأمن.
يدفن ابن آوى في قبر غير مميز، وكان ليبل هو الشاهد الوحيد. أثناء تفتيش شقة تشارلز كالثروب، تواجه الشرطة كالثروب الحقيقي، الذي يصر على مرافقتهم إلى سكوتلاند يارد، وتتم تبرئته لاحقًا، مما يدفع المفتش توماس إلى التساؤل: «ولكن إذا لم يكن ابن آوى كالثروب، فمن كان بحق الجحيم؟».

## استقبال الفيلم
حصل الفيلم على موقع الطماطم الفاسدة على تقييم مقداره 89% بناء على آراء 27 ناقد فني.
منح الناقد السينمائي المعروف روجر إيبرت الفيلم أربعة نجوم من أصل أربعة، وكتب: "لم أكن مستعدًا لمدى جودته حقًا: إنه ليس مجرد تشويق كلاسيكي، ولكنه مثال تم تنفيذه بشكل جميل على صناعة الأفلام الجيدة، التي يتم تجميعها معًا كساعة رائعة. يجمع السيناريو بدقة مجموعة لا تصدق من المواد، ثم يصممها زينمان بحيث تتكشف القصة، واختتم إيبرت قائلاً: "لقد أتقن كل التفاصيل... هناك بعض الكلمات التي تتردد في استخدامها في المراجعة، لأنها تشبه إلى حد كبير نسخة إعلانية، لكن في هذه الحالة يمكنني القول بصدق أن الفيلم ساحر". وضع إيبرت الفيلم في المركز السابع على قائمته لأفضل 10 أفلام لعام 1973.
حقق الفيلم 16.056.255 دولارًا في شباك التذاكر، مما أدى إلى إيجارات من أمريكا الشمالية بلغت 8.525.000 دولار. كان المخرج فريد زينمان سعيدًا باستقبال الفيلم في شباك التذاكر، حيث أخبر أحد الصحفيين في عام 1993، «الفكرة التي أثارت حماستي كانت صنع فيلم تشويق حيث يعرف الجميع النهاية أن ديغول لم يُقتل. على الرغم من معرفة النهاية، هل سيجلس الجمهور ساكنًا؟ واتضح أنهم فعلوا، تمامًا كما فعل قراء الكتاب».

## الجوائز والترشيحات
- غولدن غلوب 1974: ترشح لأفضل مخرج وأفضل فيلم دراما، وأفضل سيناريو.[21][22]

## وصلات خارجية
- يوم ابن آوى على موقع IMDb (الإنجليزية)
- يوم ابن آوى على موقع ميتاكريتيك (الإنجليزية)
- يوم ابن آوى على موقع الموسوعة البريطانية (الإنجليزية)
- يوم ابن آوى على موقع روتن توميتوز (الإنجليزية)
- يوم ابن آوى على موقع قاعدة بيانات الأفلام العربية
- يوم ابن آوى على موقع ألو سيني (الفرنسية)
- يوم ابن آوى على موقع Turner Classic Movies (الإنجليزية)
- يوم ابن آوى على موقع أول موفي (الإنجليزية)
- يوم ابن آوى على موقع فيلمافينيتي (الإسبانية)
- يوم ابن آوى على موقع قاعدة بيانات الأفلام السويدية (السويدية)

- يوم ابن آوى على موقع أول موفي.